# 戸沢惣助
戸沢惣助（とざわ そうすけ、生年不詳 - 天正16年（1588年））は三戸南部氏一族北氏の家臣。
出身は、滴石戸沢氏と言われている。天正16年（1588年）出羽国比内郡の戦いで、三浦秀兼（五城目兵庫）の救援に赴いた北弾正（北信愛の一族）の配下。戦いは南部方の敗北となり、惣助は主君や他の家臣11人とともに敗走したが、五城目で秋田勢に包囲されたため自害した。現在は自害した地に建立された十三騎神社に主君・弾正と共に祀られている。
| スタブアイコン | サブスタブ | この項目は、まだ閲覧者の調べものの参照としては役立たない、人物に関連した書きかけの項目です。この項目を加筆・訂正などしてくださる協力者を求めています（P:人物伝/PJ:人物伝）。 |